# Пеньгово
Пеньгово — деревня в Можайском районе Московской области, в составе Сельского поселения Борисовское. Численность постоянного населения по Всероссийской переписи 2010 года — 2 человека. До 2006 года Пеньгово входило в состав Борисовского сельского округа.
Деревня расположена в южной части района, примерно в 10 км к югу от Можайска, на речке Неверютке (правый приток Протвы), высота центра над уровнем моря 188 м. Ближайшие населённые пункты — Аксентьево на запад и Старое Село на восток.